# Smitshoek
Smitshoek is een woonwijk van de gemeente Barendrecht in de Nederlandse provincie Zuid-Holland. Tevens valt het voor een klein deel onder Rhoon. De wijk was vroeger een dorp, maar heeft echter het dorpse karakter behouden door de dijkbebouwing aan weerszijden van de A15. Smitshoek heeft de postcode van Barendrecht en Rhoon. 
Smitshoek dankt haar naam aan de smid, die zich lang geleden vestigde op de hoek van de Charloise Lagedijk en Smitshoekseweg.
Sinds 1960 heeft Smitshoek haar eigen voetbalvereniging VV Smitshoek.

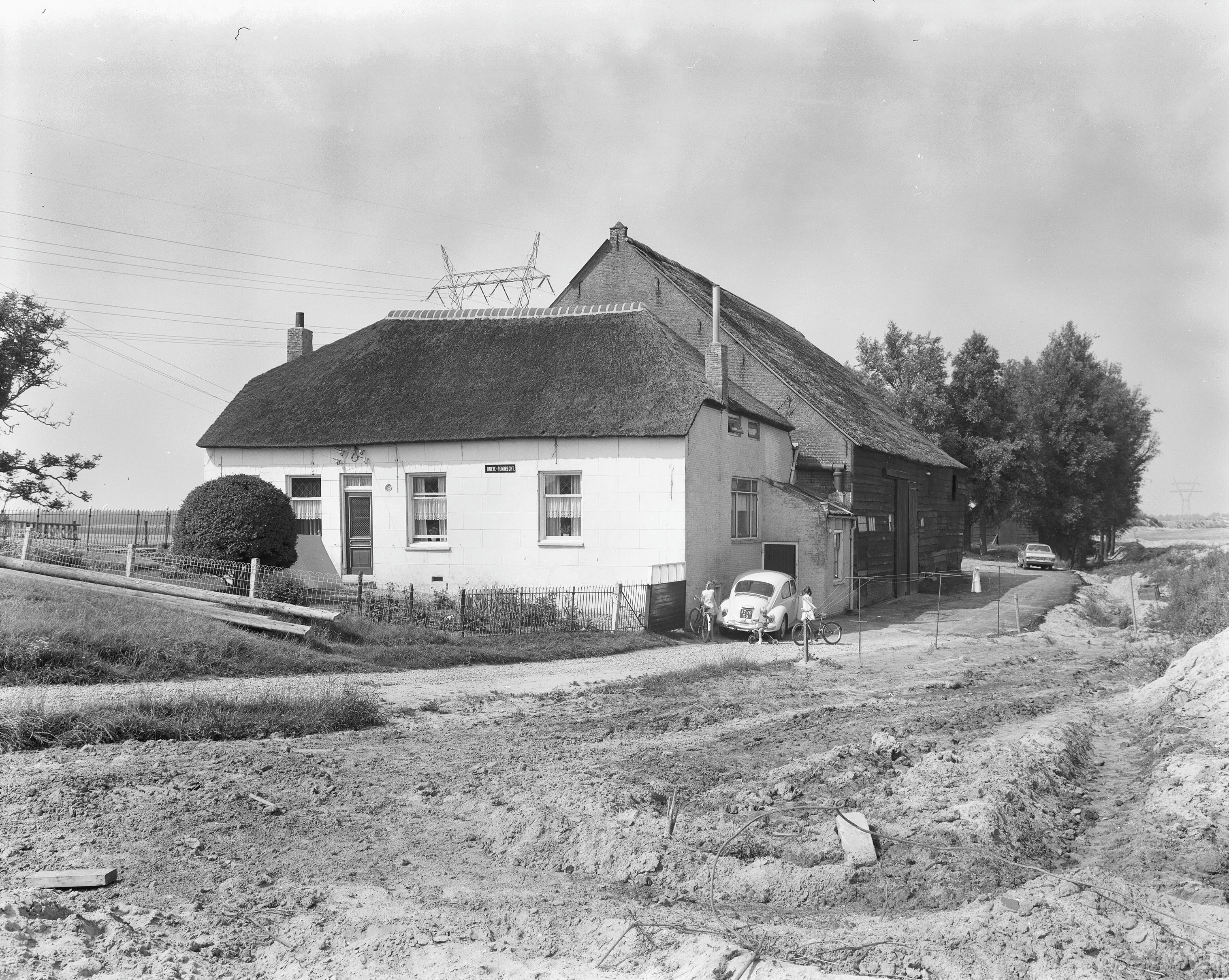
Hoeve "Pendrecht", afgebroken voor de aanleg van de A15

## Nieuwbouw
Tussen Smitshoek en Barendrecht is in 1997 een Vinex-locatie gerealiseerd, Carnisselande genaamd. Als onderdeel van Carnisselande is er een wijk naast het oude centrum van Smitshoek gebouwd, Smitshoek 1. Later is oostelijk daarvan Smitshoek 2 aangelegd. Smitshoek 1 en 2 worden samen met Riederhoek en Vrijheidsakker als Dorpse Driehoek aangeduid. Dit uit zich met name in de gebruikte materialen in de openbare ruimte. Deze zijn anders dan de meer stedelijke uitstraling van de overige wijken in Carnisselande die als Stadse Rechthoek worden aangeduid.

## Omgeving
Smitshoek ligt op loopafstand van de Rotterdamse wijk Zuidwijk.
In die wijk ligt onder andere metrostation Slinge.
Kernen: Barendrecht · Smitshoek

Buurtschappen: Barendrechtse Veer · Carnisse · Koedood

Zuid-Holland · Steden en dorpen